# Hüttingen an der Kyll
Hüttingen an der Kyll is een plaats in de Duitse deelstaat Rijnland-Palts, en maakt deel uit van de Eifelkreis Bitburg-Prüm.
Hüttingen an der Kyll telt 333 inwoners en ligt aan de oever van de rivier de Kyll.

## Bestuur
De plaats is een Ortsgemeinde en maakt deel uit van de Verbandsgemeinde Bitburger Land.
Verbandsvrije stad:  Bitburg